# Janine Ingrid Ulfane
Janine Ingrid Ulfane (* Februar 1960 in Durban, eThekwini Metropolitan Municipality, Südafrika) ist eine britische Theater- und Filmschauspielerin, Drehbuchautorin und Theaterregisseurin.

## Leben
Ulfane wurde im südafrikanischen Durban geboren. Sie absolvierte ihre Ausbildung zur Schauspielerin am Circle im Square Theatre in New York City und bei Cinda Jackson im Loft Studio in Los Angeles. 1994 gründete sie die Theatergesellschaft A Million Freds Productions. Außerdem ist sie Mitglied in der Improvisationstheatergruppe für Frauen namens Permission Improbable.
Sie schrieb die Bühnenstücke The Dream Coast, Betrayal, Hello and Goodbye, The Real Thing, The Guests & Goodbye Kiss, Lovers/War, The Orchestra, A Play in English, Swedish and Italian, Play & The Ritual, A Part of Me, Blue Window und A Lesson from Aloes. Sie arbeitete als Schauspieler bereits in den Staaten USA, Südafrika, Irland, Schweden und Großbritannien. Sie wirkte ebenfalls in einigen Spielfilmen mit. 2013 übernahm sie eine Nebenrolle in dem Fantasyfilm Paladin – Die Krone des Königs. 2015 übernahm sie im Kurzfilm Noche Flamenca eine der zwei Hauptrollen. Die andere Rolle übernahm Kathleen Cranham.

## Filmografie (Auswahl)
- 1995: Demonsoul
- 2013: Paladin –  Die Krone des Königs (The Crown and the Dragon)
- 2015: Noche Flamenca